# ハンス・クネヒト
ハンス・クネヒト（Hans Knecht、1913年9月26日 - 1986年3月8日）は、スイス、アルビズリーデン出身の自転車競技（ロードレース）選手。

## 経歴
1938年、第二次世界大戦前最後の大会となった、世界選手権自転車競技大会・アマチュアロードレースで優勝。同年プロ転向。
1943年、国内選手権・個人ロードレース優勝。
1946年、第二次世界大戦後初めて行われた、世界選手権・プロロードレース優勝。国内選手権・個人ロード優勝。
1947年、国内選手権・個人ロード優勝。
1949年、引退。